# Преображенское городское поселение
Преображенское городско́е поселе́ние — городское поселение в Лазовском районе Приморского края.
Административный центр — пгт Преображение.

## История
Статус и границы городского поселения установлены Законом Приморского края от 9 августа 2004 года № 136-КЗ «О Лазовском муниципальном районе»

## Население
| 2007  | 2008  | 2009  | 2010  | 2011  | 2012  | 2013  |
| ----- | ----- | ----- | ----- | ----- | ----- | ----- |
| 8784  | ↘8681 | ↘8554 | ↘7184 | ↘7156 | ↘7085 | ↘6992 |
| 2014  | 2015  | 2016  | 2017  | 2018  | 2019  | 2020  |
| ↘6861 | ↘6724 | ↘6617 | ↘6538 | ↗6836 | ↘6457 | ↗6693 |
| 2021  |       |       |       |       |       |       |
| ↘6529 |       |       |       |       |       |       |

## Состав городского поселения
В состав городского поселения входит один населённый пункт — пгт Преображение.

## Местное самоуправление
Администрация
Адрес: 692998, пгт Преображение, ул. Заводская, 9. Телефон: 8 (42377) 243-93 
Глава администрации